# Peter Doohan
Peter Doohan (* 2. Mai 1961 in Newcastle, New South Wales; † 21. Juli 2017) war ein australischer Tennisspieler.

## Leben
Doohan studierte an der University of Arkansas und gewann 1982 an der Seite von Pat Serret die NCAA-Meisterschaften im Doppel. Er wurde zweimal in die Bestenauswahl All-American gewählt. 1984 gewann er in Adelaide seinen ersten und einzigen Einzeltitel auf der ATP World Tour. Im selben Jahr gewann er auch seinen ersten Doppeltitel beim ATP-Turnier in Tel Aviv. Im darauf folgenden Jahr stand er zweimal in einem Einzelfinale, seine letzte Finalteilnahme hatte er 1987. Alle drei Turniere wurden in Australien ausgetragen. Insgesamt gewann er im Laufe seiner Karriere fünf ATP-Doppeltitel, weitere neun Mal stand er in einem Doppelfinale. Gegen Ende der 1980er Jahre spielte er vermehrt auf der ATP Challenger Tour und konnte 1988 das Challenger-Turnier von San Luis Potosí gewinnen. Seine höchste Notierung in der Weltrangliste erreichte er 1987 mit Position 43 im Einzel sowie 1987 mit Position 15 im Doppel.
Sein bestes Einzelergebnis bei einem Grand-Slam-Turnier war das Erreichen der Achtelfinale der Australian Open und von Wimbledon 1987, wo er als in Deutschland weitgehend unbekannter Spieler überraschend in der zweiten Runde gegen den Titelverteidiger und zweifachen Champion Boris Becker gewann. In der Doppelkonkurrenz erreichte er 1987 an der Seite von Laurie Warder das Finale der Australian Open, welches gegen Stefan Edberg und Anders Järryd verloren ging. Zudem stand er zweimal im Halbfinale von Wimbledon.
Doohan war Vater von zwei Söhnen, unter anderem dem Schauspieler Hunter Doohan. Er starb am 21. Juli 2017 im Alter von 56 Jahren an den Folgen einer Amyotrophen Lateralsklerose (ALS).

## Erfolge
| Legende                       |
| ----------------------------- |
| Grand Slam                    |
| Tennis Masters Cup            |
| ATP Masters Series            |
| ATP International Series Gold |
| ATP International Series (6)  |
| ATP Challenger Tour (6)       |

### Einzel

#### Turniersiege

##### ATP Tour
| Nr. | Datum             | Turnier  | Belag     | Finalgegner      | Ergebnis      |
| --- | ----------------- | -------- | --------- | ---------------- | ------------- |
| 1.  | 17. Dezember 1984 | Adelaide | Hartplatz | Huub van Boeckel | 1:6, 6:1, 6:4 |

##### Challenger Tour
| Nr. | Datum         | Turnier         | Belag     | Finalgegner    | Ergebnis |
| --- | ------------- | --------------- | --------- | -------------- | -------- |
| 1.  | 6. April 1987 | Martinique      | Hartplatz | Todd Nelson    | 6:3, 6:2 |
| 2.  | 28. März 1988 | San Luis Potosí | Sand      | Agustín Moreno | 6:4, 6:4 |

#### Finalteilnahmen
| Nr. | Datum             | Turnier   | Belag | Finalgegner     | Ergebnis      |
| --- | ----------------- | --------- | ----- | --------------- | ------------- |
| 1.  | 16. Dezember 1985 | Adelaide  | Rasen | Eddie Edwards   | 2:6, 4:6      |
| 2.  | 23. Dezember 1985 | Melbourne | Rasen | Jonathan Canter | 7:5, 3:6, 4:6 |
| 3.  | 26. Januar 1987   | Sydney    | Rasen | Miloslav Mečíř  | 2:6, 4:6      |

### Doppel

#### Turniersiege

##### ATP Tour
| Nr. | Datum              | Turnier    | Belag     | Partner         | Finalgegner                        | Ergebnis      |
| --- | ------------------ | ---------- | --------- | --------------- | ---------------------------------- | ------------- |
| 1.  | 10. September 1984 | Tel Aviv   | Hartplatz | Brian Levine    | Colin Dowdeswell Jakob Hlasek      | 6:3, 6:4      |
| 2.  | 8. Juli 1985       | Newport    | Rasen     | Sammy Giammalva | Paul Annacone Christo van Rensburg | 6:1, 6:3      |
| 3.  | 22. Juli 1985      | Livingston | Hartplatz | Mike DePalmer   | Eddie Edwards Danie Visser         | 6:3, 6:4      |
| 4.  | 13. Juni 1988      | Bristol    | Rasen     | Laurie Warder   | Marty Davis Tim Pawsat             | 2:6, 6:4, 7:5 |
| 5.  | 2. Januar 1989     | Wellington | Hartplatz | Laurie Warder   | Rill Baxter Glenn Michibata        | 3:6, 6:2, 6:3 |

##### Challenger Tour
| Nr. | Datum              | Turnier      | Belag     | Partner         | Finalgegner                       | Ergebnis      |
| --- | ------------------ | ------------ | --------- | --------------- | --------------------------------- | ------------- |
| 1.  | 22. September 1986 | Brisbane     | Sand      | Laurie Warder   | Brad Drewett Craig A. Miller      | 7:5, 7:5      |
| 2.  | 18. April 1988     | Vilamoura    | Hartplatz | Michael Fancutt | Stephane Bonneau Fabio Silberberg | 6:4, 6:3      |
| 3.  | 14. November 1988  | Mexiko-Stadt | Sand      | Michael Fancutt | George Bezecny Tom Mercer         | 3:6, 6:4, 6:0 |
| 4.  | 10. September 1990 | Canberra     | Hartplatz | Brett Custer    | David Adams Jamie Morgan          | 6:3, 6:4      |

#### Finalteilnahmen
| Nr. | Datum              | Turnier         | Belag     | Partner       | Finalgegner                   | Ergebnis      |
| --- | ------------------ | --------------- | --------- | ------------- | ----------------------------- | ------------- |
| 1.  | 17. Dezember 1984  | Adelaide        | Rasen     | Brian Levine  | Broderick Dyke Wally Masur    | 6:4, 5:7, 1:6 |
| 2.  | 23. März 1986      | Fort Myers      | Hartplatz | Paul McNamee  | Ivan Lendl Andrés Gómez       | 5:7, 4:6      |
| 3.  | 4. Januar 1987     | Adelaide (1)    | Rasen     | Laurie Warder | Ivan Lendl Bill Scanlon       | 7:6, 3:6, 4:6 |
| 4.  | 25. Januar 1987    | Australian Open | Rasen     | Laurie Warder | Stefan Edberg Anders Järryd   | 4:6, 4:6, 6:7 |
| 5.  | 1. Februar 1987    | Sydney (1)      | Rasen     | Laurie Warder | Brad Drewett Mark Edmondson   | 4:6, 6:4, 2:6 |
| 6.  | 1. Februar 1987    | Montreal        | Hartplatz | Laurie Warder | Pat Cash Stefan Edberg        | 7:6, 3:6, 4:6 |
| 7.  | 19. September 1988 | Los Angeles     | Hartplatz | Jim Grabb     | John McEnroe Mark Woodforde   | 6:7, 7:6, 6:7 |
| 8.  | 7. Mai 1989        | München         | Sand      | Laurie Warder | Javier Sánchez Balázs Taróczy | 6:7, 7:6, 6:7 |
| 9.  | 18. Juni 1989      | Indianapolis    | Rasen     | Laurie Warder | Pieter Aldrich Danie Visser   | 6:7, 3:6      |